# Lasianthus bractescens
Lasianthus bractescens är en måreväxtart som beskrevs av Henry Nicholas Ridley. Lasianthus bractescens ingår i släktet Lasianthus och familjen måreväxter. Inga underarter finns listade i Catalogue of Life.